# 陳德煥
陳德煥（1913年—2001年2月10日），臺灣苗栗縣銅鑼鄉客家人，神靖丸生還的醫生之一，餘生在桃園市新屋區問診，為第一屆醫療奉獻獎得主。

## 生平
陳德煥為苗栗縣銅鑼鄉中平村人，在公館公學校讀書成績優秀，後赴日本讀久留米大學醫科。二戰爆發，他匆匆回臺灣，恰好新屋需醫師，就自願前往，開設明德診所。兄長陳德水則從事教書。
二戰末期，日軍頻頻徵調臺灣醫師到南洋戰區、海南島當軍醫，謝春梅舅舅吳遠球、江森仁、劉俊亮、陳德煥都被徵調。當時神靖丸搭載來自臺灣各地的五十九名醫生、八十名醫務助手、約兩百名農業生產人員，在1945年1月12日被第三艦隊炸沉。江森仁與陳德煥雖從軍艦中逃出，但江森仁不諳水喪生。陳德煥形容那時海域裡的船隻，就像油鍋的甜不辣，在翻滾、在沸騰，在看著死亡逼近，卻不得逃離。光是醫師便歿了四十一人。
陳德煥最後被日軍派到婆羅洲，面臨當地土人的襲擊，他也得了嚴重的傷寒。戰爭結束後的第二年，他回到了台灣，後在金門炮戰又被征調為軍醫，半年後，回新屋鄉繼續診所的工作。
對於人問為何陳德煥願意在這偏鄉行醫，他以客家話回答自己「死田螺毋會過溝」，對他被征調南洋時，鄉民對他的妻兒子女善加照顧表示感謝。他也任職新屋鄉公醫，會替警方驗屍。他與當護士的妻子生的兩名兒子，一名成了台大醫學院骨科教授、另一名在美國當醫生。
1992年，獲第一屆偏遠地區醫療奉獻獎，陳德煥依然還在新屋行醫，頒獎當天，他恰好到日本去參加久留米大學同學會。

## 身後
神靖丸罹難醫師鄭子昌的獨子鄭宏銘，日後也成了醫師，並成立部落格，將神靖丸的醫生們的故事寫下。